# Jane Hamilton (nobre britânica)
Jane, Lady Archibald Hamilton (nascida Lady Jane Hamilton) (antes de 1704 - 6 de dezembro de 1753, Paris) foi uma nobre britânica. Foi a quinta criança e terceira filha de James Hamilton, 6º Conde de Abercorn (m. 1734) e Elizabeth Reading, filha de Sir Robert Reading, 1º Baronete . Jane Hamilton era amante de Frederico, Príncipe de Gales e Primeira Dama do quarto de dormir , Mistress of the Robes e Guardiã da bolsa privada de Augusta de Saxe-Gotha, esposa do Príncipe Frederico.

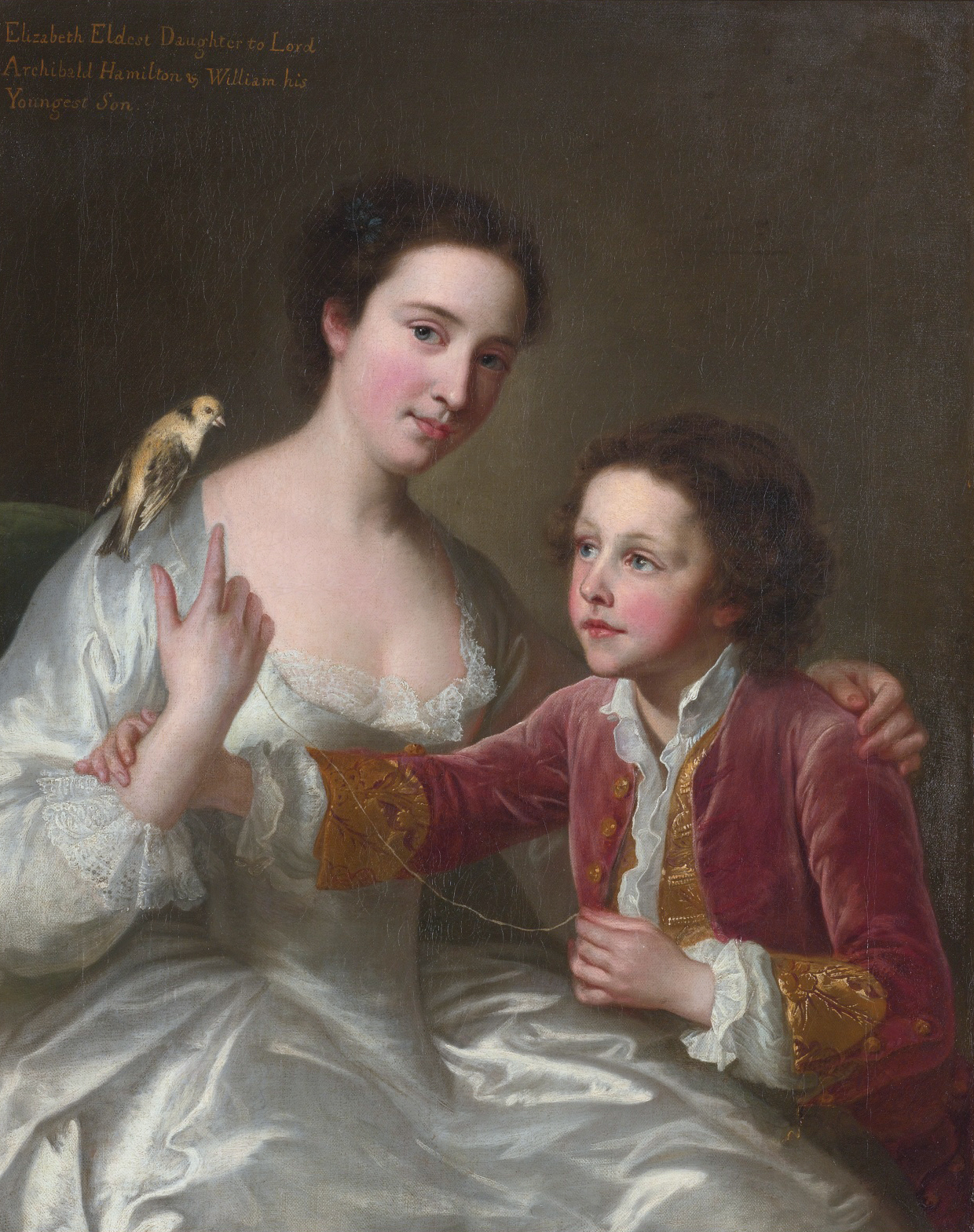
Archibald e os filhos de Jane, Elizabeth e William. (William Hoare)

A 29 de setembro de 1719 casou-se com Archibald Douglas-Hamilton (m. 1754). Tiveram seis filhos:
- Charles (? - 1751) casado com Mary Dufresne.
- Elizabeth (1720 – 1800), casada com Francis Greville, 1º Conde de Warwick (10 de outubro de 1719 - 6 de julho de 1773)
- Frederic (1728–1811), ministro religioso.  Casado a11 de junho de 1757 com Rachel Daniel.
- Archibald (afogado acidentalmente em 1744)
- William Hamilton (1730-1803), diplomata. Casou a 25 de janeiro de 1758 com Catherine Barlow (falecida em 1783).  E casou a 6 de setembro de 1795 com Emma Hart (falecida em 1815).
- Jane (19 de agosto de 1726 - 13 de novembro de 1771), casou-se em 24 de julho de 1753 com Charles Schaw mais tarde Charles Cathcart, 9o Lord Cathcart .

Jane faleceu em Paris, em 1753, e está enterrada em Montmartre .